# Pang i bygget (TV-pjäs)
Pang i bygget är en svensk TV-pjäs som visades i Sveriges Television 1974 . Pjäsen skrevs av P.C. Jersild och regisserades av Arne Hedlund.

## Medverkande
- Arne Källerud
- Yvonne Lombard
- Helge Skoog
- Olof Buckard
- Lars Green
- Ulla Carenby
- Margit Janson
- Christer Boustedt
- Inga Didong
- Jonas Boustedt
- Karl-Erik Flens
- Björn Granath
- Varitzas Exo
- Lars Orup
- Stig Ossian Ericson
- Lis Nilheim